# Nils-Oloftjärnen (Ore socken, Dalarna, 680670-146418)
Nils-Oloftjärnen är en sjö i Rättviks kommun i Dalarna och ingår i Dalälvens huvudavrinningsområde.